# Rodolfo Torres
Rodolfo Andrés Torres Agudelo (ur. 21 marca 1987 w Busbanzá) – kolumbijski kolarz szosowy.

## Najważniejsze osiągnięcia
2010
- 1. miejsce na 7. etapie Vuelta Mexico Telmex

2011
- 6. miejsce w Vuelta a Costa Rica

2015
- 1. miejsce w klasyfikacji górskiej Giro del Trentino
- 2. miejsce w Tour de San Luis
  -  1. miejsce w klasyfikacji górskiej
- 7. miejsce w Vuelta a Burgos
- 7. miejsce w Vuelta a Asturias
  -  1. miejsce w klasyfikacji górskiej
- 8. miejsce w Tour de Langkawi
- 8. miejsce w Vuelta a Castilla y León

2016
- 6. miejsce w Tour de San Luis
- 6. miejsce w Giro dell’Emilia
- 8. miejsce w Mediolan-Turyn

2017
- 3. miejsce w Vuelta a San Juan
- 5. miejsce w Settimana Internazionale di Coppi e Bartali
- 5. miejsce w Giro dell’Appennino
- 1. miejsce w Tour of Bihor-Bellotto
  - 1. miejsce na 2a. etapie

2018
- 3. miejsce w Vuelta a San Juan

## Starty w Wielkich Tourach
| Grand Tour | 2014 | 2015 | 2016 | 2017 | 2018 |
| ---------- | ---- | ---- | ---- | ---- | ---- |
| Giro       | 81.  | -    | -    | -    | 59.  |
| Tour       | -    | -    | -    | -    | -    |
| Vuelta     | -    | 32.  | -    | -    | -    |

## Rankingi
| Rok              | 2010 | 2011 | 2012 | 2013 | 2014 | 2015 | 2016 | 2017 | 2018 | 2019  |
| ---------------- | ---- | ---- | ---- | ---- | ---- | ---- | ---- | ---- | ---- | ----- |
| World Ranking    |      |      |      |      |      |      | 185. | 229. | 696. | 1489. |
| UCI Europe Tour  | -    | -    | -    | -    | -    | 242. | 120. | 159. | 835. |       |
| UCI Asia Tour    | -    | -    | -    | -    | -    | 217. | -    | -    | -    |       |
| UCI America Tour | 248. | 366. | 202. | -    | -    | 25.  | 114. | 30.  | 73.  | 214.  |
|                  |      |      |      |      |      |      |      |      |      |       |
| Źródło: UCI      |      |      |      |      |      |      |      |      |      |       |